# Stubendorffia
Stubendorffia es un género de fanerógamas perteneciente a la familia Brassicaceae. Comprende 9 especies descritas y de estas, solo 8 aceptadas.

## Taxonomía
El género fue descrito por Schrenk ex Fisch., C.A.Mey. & Avé-Lall.  y publicado en Index Seminum Hortus Bot. Petrop. 9 Suppl.: 20. 1844.

## Especies aceptadas
A continuación se brinda un listado de las especies del género Stubendorffia aceptadas hasta julio de 2014, ordenadas alfabéticamente. Para cada una se indica el nombre binomial seguido del autor, abreviado según las convenciones y usos.	 
- Stubendorffia aptera Lipsky
- Stubendorffia botschantzevii R. Vinogradova
- Stubendorffia curvinervia
- Stubendorffia lipskyi
- Stubendorffia olgae R. Vinogradova
- Stubendorffia orientalis
- Stubendorffia pterocarpa
- Stubendorffia subdidyma